# Modulador do PPAR
Os moduladores do PPAR são fármacos que agem sobre os receptores activados pelo proliferador de peroxissoma.

## Classificação
As três principais classes de drogas PPAR são:
- Moduladores do PPAR-alfa
- Moduladores do PPAR-delta
- Moduladores do PPAR-gama

PPARα e PPARγ são os alvos moleculares de uma série de drogas comercializadas. 